# Joel Soñora
Joel Soñora (Dallas, 15 de septiembre de 1996) es un futbolista estadounidense que juega de volante ofensivo en Colón de Santa Fe de la Primera Nacional. Es hijo del exfutbolista Diego Soñora y hermano del futbolista Alan Soñora.
Jugó el Mundial Sub-20 de Nueva Zelanda de 2015 con la selección de Estados Unidos, siendo parte de cuatro de los cinco partidos de su equipo en el torneo. El mediocampista utilizó la camiseta número 10 en el combinado que quedó eliminado en cuartos de final por penales con Serbia.

## Trayectoria

### Inicios
Soñora comenzó su carrera en las juveniles del Club Atlético Boca Juniors, de Argentina, donde progresó mucho, pero decidió no quedarse y sumarse a la corriente migratoria de futbolistas estadounidenses a Europa;
"En mi opinión la decisión de dejar a Boca fue buena, primero por lo que significa jugar en Europa y más en un club grande como es el Stuttgart. El segundo porque yo sabía perfectamente que no iba a poder cumplir mi sueño de jugar en el primer equipo [de Boca], ya que por problemas entre el entrenador de reserva y mi papá era casi imposible poder debutar en el segundo equipo, por lo tanto tampoco en el primer equipo. Por esa razón, yo creo que mi decisión fue la correcta", afirmó Soñora.

### VfB Stuttgart
Finalmente fue fichando por el VfB Stuttgart alemán, su primer contrato profesional lo firmó el 22 de enero de 2016.  Hizo su debut con el segundo equipo en la 3. Bundesliga el 30 de enero frente al FC Erzgebirge Aue. Joel permaneció en el equipo alemán hasta principios del año 2018, decide salir en calidad de préstamo a Talleres de Córdoba. En el equipo de VfB Stuttgart II jugó un total de 56 partidos y anotó 9 tantos de manera oficial.

### Talleres
En enero de 2018 llega a Talleres firmando un contrato por un año con opción de compra, se unió a La "T" tras dos años en la reserva del Stuttgart. Tras llegar al club se transforma en el cuarto jugador estadounidense en jugar en la Primera División de Argentina.
En agosto de 2022 volvió al fútbol europeo tras fichar por el C. S. Marítimo portugués.

## Clubes

### Estadísticas
- Actualizado hasta el 26 de agosto de 2022.

| Club | Div.          | Temporada     | Liga  | Liga  | Liga   | Copas (1) | Copas (1) | Copas (1) | Internacional (2) | Internacional (2) | Internacional (2) | Total (3) | Total (3) | Total (3) |
| Club | Div.          | Temporada     | Part. | Goles | Asist. | Part.     | Goles     | Asist.    | Part.             | Goles             | Asist.            | Part.     | Goles     | Asist.    |
| --- | ------------- | ------------- | ----- | ----- | ------ | --------- | --------- | --------- | ----------------- | ----------------- | ----------------- | --------- | --------- | --------- |
| VfB Stuttgart II · Alemania | 3.ª           | 2015-16       | 12    | 0     | 1      | 0         | 0         | 0         | —                 | —                 | —                 | 12        | 0         | 1         |
| VfB Stuttgart II · Alemania | 4.ª           | 2016-17       | 22    | 4     | 1      | 0         | 0         | 0         | —                 | —                 | —                 | 22        | 4         | 1         |
| VfB Stuttgart II · Alemania | 4.ª           | 2017-18       | 22    | 5     | 3      | 0         | 0         | 0         | —                 | —                 | —                 | 22        | 5         | 3         |
| VfB Stuttgart II · Alemania | Total club    | Total club    | 56    | 9     | 5      | 0         | 0         | 0         | 0                 | 0                 | 0                 | 56        | 9         | 5         |
| Talleres (C) Argentina | 1.ª           | 2018-19       | 18    | 1     | 2      | 4         | 0         | 0         | 3                 | 0                 | 0                 | 25        | 1         | 2         |
| Talleres (C) Argentina | 1.ª           | 2020-21       | -     | -     | -      | 20        | 2         | 4         | 5                 | 0                 | 0                 | 25        | 2         | 4         |
| Talleres (C) Argentina | Total club    | Total club    | 18    | 1     | 2      | 24        | 2         | 4         | 8                 | 0                 | 0                 | 50        | 3         | 6         |
| Arsenal Argentina | 1.ª           | 2019-20       | 17    | 4     | 0      | 2         | 0         | 0         | —                 | —                 | —                 | 19        | 4         | 0         |
| Arsenal Argentina | Total club    | Total club    | 17    | 4     | 0      | 2         | 0         | 0         | 0                 | 0                 | 0                 | 19        | 4         | 0         |
| Banfield Argentina | 1.ª           | 2021          | 17    | 1     | 1      | 1         | 0         | 0         | —                 | —                 | —                 | 18        | 1         | 1         |
| Banfield Argentina | Total club    | Total club    | 17    | 1     | 1      | 1         | 0         | 0         | 0                 | 0                 | 0                 | 18        | 1         | 1         |
| Vélez Sarsfield Argentina | 1.ª           | 2022          | 11    | 0     | 1      | 11        | 0         | 0         | 5                 | 1                 | 2                 | 27        | 1         | 3         |
| Vélez Sarsfield Argentina | Total club    | Total club    | 11    | 0     | 1      | 11        | 0         | 0         | 5                 | 1                 | 2                 | 27        | 1         | 3         |
| C. S. Marítimo Portugal | 1.ª           | 2022-23       | 4     | 0     | 0      | 2         | 0         | 0         | —                 | —                 | —                 | 6         | 0         | 0         |
| C. S. Marítimo Portugal | Total club    | Total club    | 4     | 0     | 0      | 2         | 0         | 0         | 0                 | 0                 | 0                 | 6         | 0         | 0         |
| F. C. Juárez · México | 1.ª           | 2023          | 5     | 0     | 1      | 0         | 0         | 0         | —                 | —                 | —                 | 5         | 0         | 1         |
| F. C. Juárez · México | Total club    | Total club    | 5     | 0     | 1      | 0         | 0         | 0         | 0                 | 0                 | 0                 | 5         | 0         | 1         |
| Huracán Argentina | 1.ª           | 2023          | -     | -     | -      | 0         | 0         | 0         | —                 | —                 | —                 | 0         | 0         | 0         |
| Huracán Argentina | Total club    | Total club    | 0     | 0     | 0      | 0         | 0         | 0         | 0                 | 0                 | 0                 | 0         | 0         | 0         |
| Total carrera | Total carrera | Total carrera | 128   | 15    | 10     | 40        | 2         | 4         | 13                | 1                 | 2                 | 181       | 18        | 16        |
| (1) Las copas nacionales se refiere a la Copa Argentina, a la Copa de la Superliga y a la Copa de la Liga Profesional . (2) Las copas internacionales se refiere a la Copa Sudamericana y a la Copa Libertadores. (3) Media de goles por encuentro. No incluye goles en partidos amistosos. |               |               |       |       |        |           |           |           |                   |                   |                   |           |           |           |

## Selección nacional

### Sub-20
El 28 de diciembre de 2014 fue incluido en la lista preliminar de 35 jugadores de Estados Unidos con miras al Campeonato Sub-20 de la Concacaf de 2015, el cual sirvió de clasificación para la Copa Mundial de Fútbol en esa categoría en junio de ese año. El 5 de enero de 2015 fue incluido en la lista final de futbolistas que disputaron el torneo.
Meses después, Soñora fue uno de los 21 convocados por Tab Ramos para disputar la Mundial Sub-20 2015 en Nueva Zelanda.

### Participaciones en Copas del Mundo
| Mundial                     | Sede          | Resultado        | Partidos | Goles |
| --------------------------- | ------------- | ---------------- | -------- | ----- |
| Copa Mundial Sub-20 de 2015 | Nueva Zelanda | Cuartos de final | 4        | 0     |